# Paride Suzzara Verdi

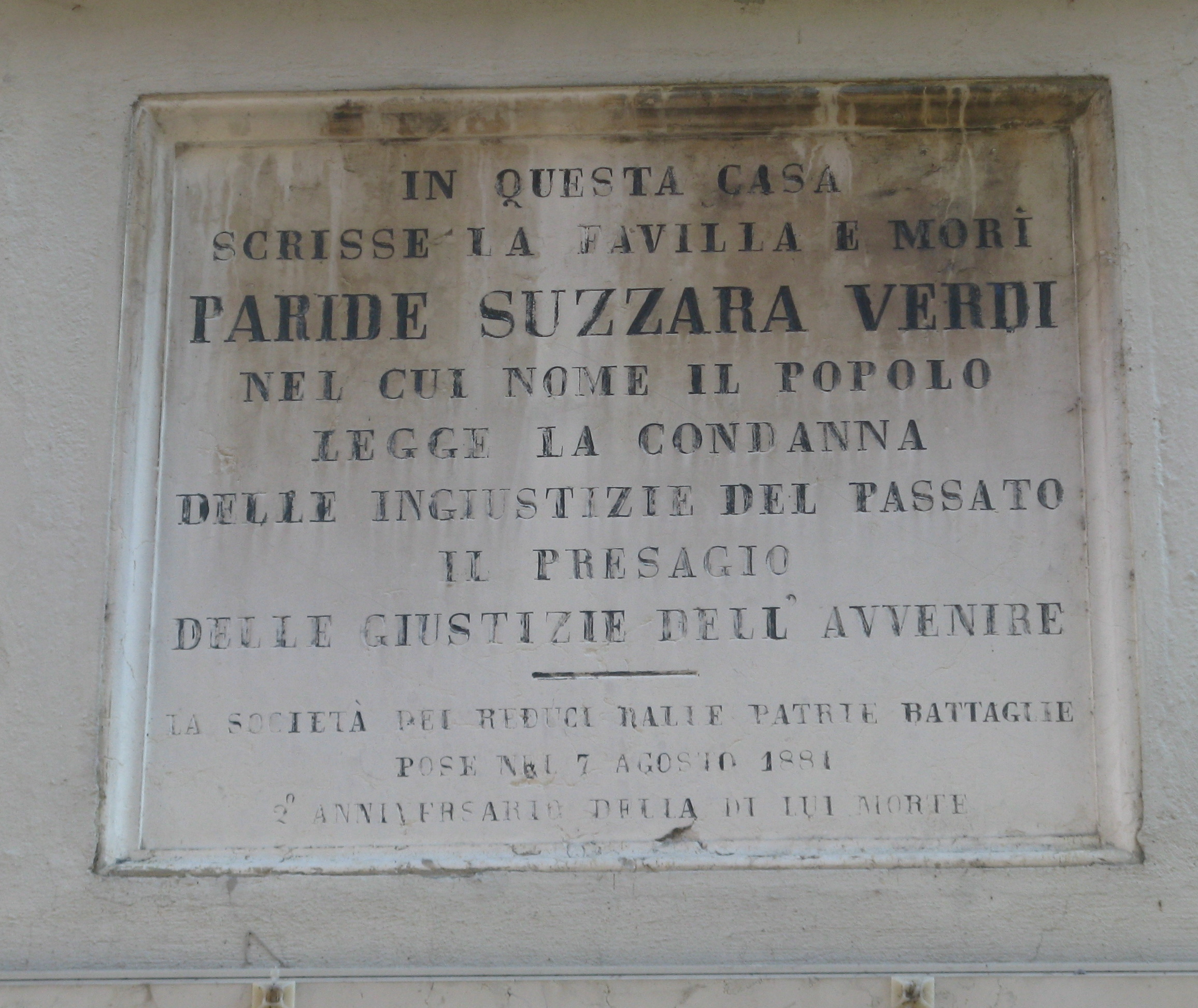
Targa commemorativa di Paride Suzzara Verdi in via Orefici 31, Mantova

Paride Suzzara Verdi (San Giorgio di Mantova, 1º aprile 1826 – Mantova, 7 agosto 1879) è stato un patriota, giornalista e politico italiano.

## Biografia
Laureatosi in lettere all'Università di Pavia, già dal 1848 individuato negli atti di polizia come "contiguo al movimento di rivolta", fu tra i venti partecipanti alla riunione del 2 novembre 1850, costitutiva del comitato rivoluzionario di Mantova. In seguito alla successiva repressione austriaca, alcuni di questi sarebbero stati giustiziati tra i Martiri di Belfiore. Suzzara Verdi subì la carcerazione per un mese ma per i fatti ascrivibili alla congiura non fu mai inquisito.
Cominciò, quindi, a scrivere su "La Lucciola", divenendone direttore prima della sua chiusura. Costretto all'esilio nel 1859, raggiunse Giuseppe Garibaldi a Palermo nel 1860 e l'anno successivo scrisse a Milano il romanzo "Patria e cuore" con dedica "Alla cara e onorata memoria dell'amico Ippolito Nievo". In occasione del matrimonio di Suzzara Verdi con Giuseppina Faini il 1º gennaio 1860 per l'opuscolo di nozze Ippolito Nievo scrisse dei versi,  A Paride Suzzara-Verdi pel suo matrimonio, a conferma della solida amicizia tra i due concittadini.
Quando Mantova divenne italiana nel 1866, ci fondò il giornale "La Favilla", giornale politico che pubblicò dal 20 novembre 1866 al 17 agosto 1879. Scrisse anche utilizzando lo pseudonimo di Sordello.
Le posizioni politiche di Suzzara Verdi, sempre legato da grande amicizia a Giuseppe Garibaldi, subirono un'evoluzione che lo portò da posizioni repubblicane e democratiche a sposare gli ideali internazionalisti e socialisti. Gravitante intorno a "La Favilla", il movimento politico della Giovane democrazia aderì alla I Internazionale nel 1871 e partecipò successivamente alla Conferenza di Rimini nel 1872. Paride Suzzara offrì di fare de "La Favilla" l'organo ufficiale del movimento e nel dicembre 1872 il giornale viene proclamato organo nazionale dell'Associazione internazionalista lavoratori.
Nell'ottobre 1876 fu tra i fondatori a Mantova dell'Associazione Generale dei Lavoratori di Città e di Provincia.

## Opere
- Patria e cuore: Fatti di Mantova (1861), Milano, Stab. tip. ex Boniotti diretto da F. Gareff, 1861.
- Appunti sulla istruzione pubblica, Milano, tip. di Alessandro Lombardi, 1862.
- Poesie, Mantova, Mondovi, 1880.